# دونا ۳۰۸۵
سیارک ۳۰۸۵ (به انگلیسی: 3085 Donna، نامگذاری:1980DA) سه هزار و هشتاد و پنجمین سیارک کشف شده‌است که در ۱۸ فوریه ۱۹۸۰ کشف شد.
قدر مطلق سیارک برابر ۱۳٫۱۰ است.